# Halterofilismo nos Jogos Olímpicos de Verão de 2012 - Até 75 kg feminino

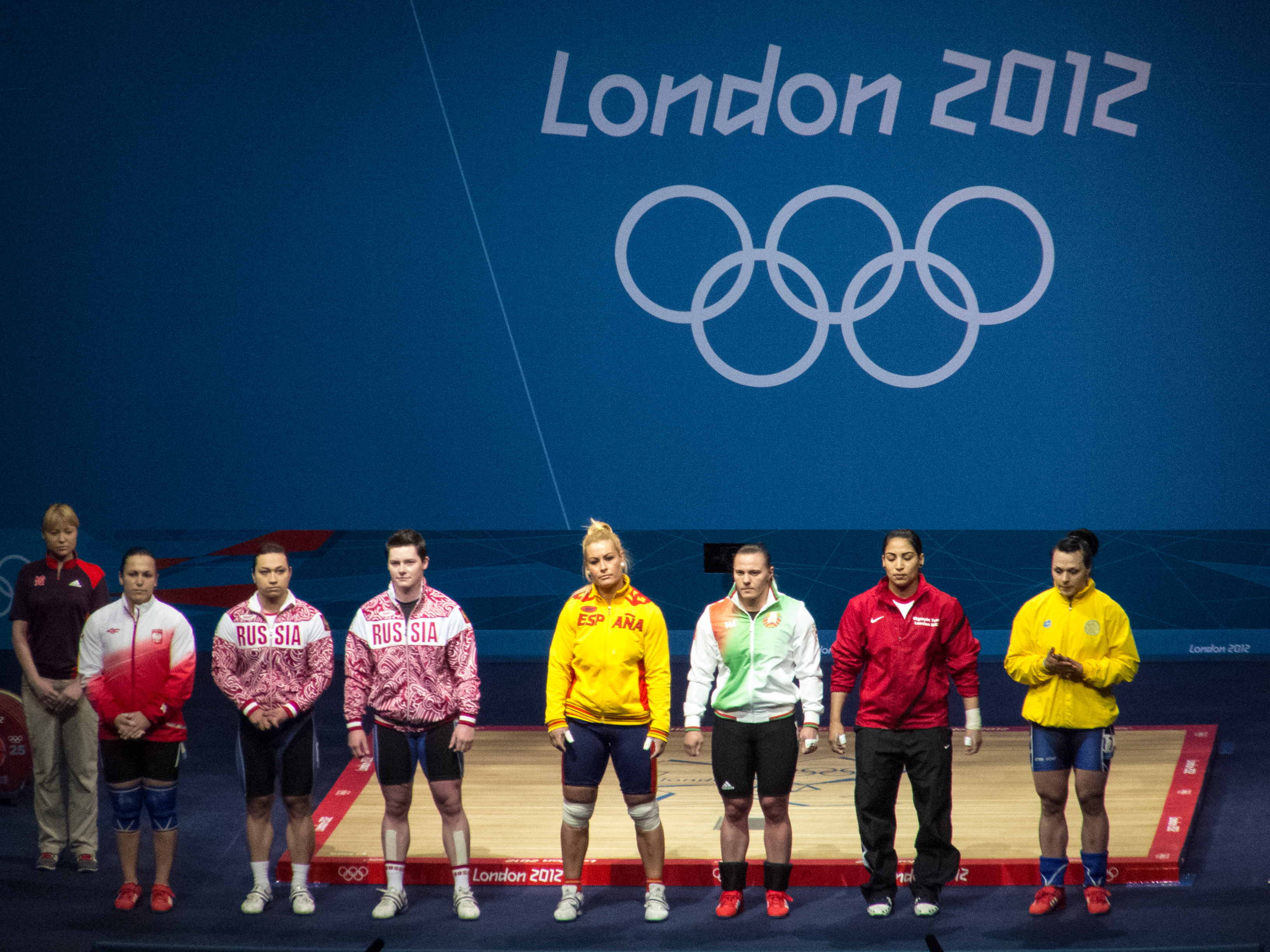
Halterofilistas durante a apresentação do Grupo A.

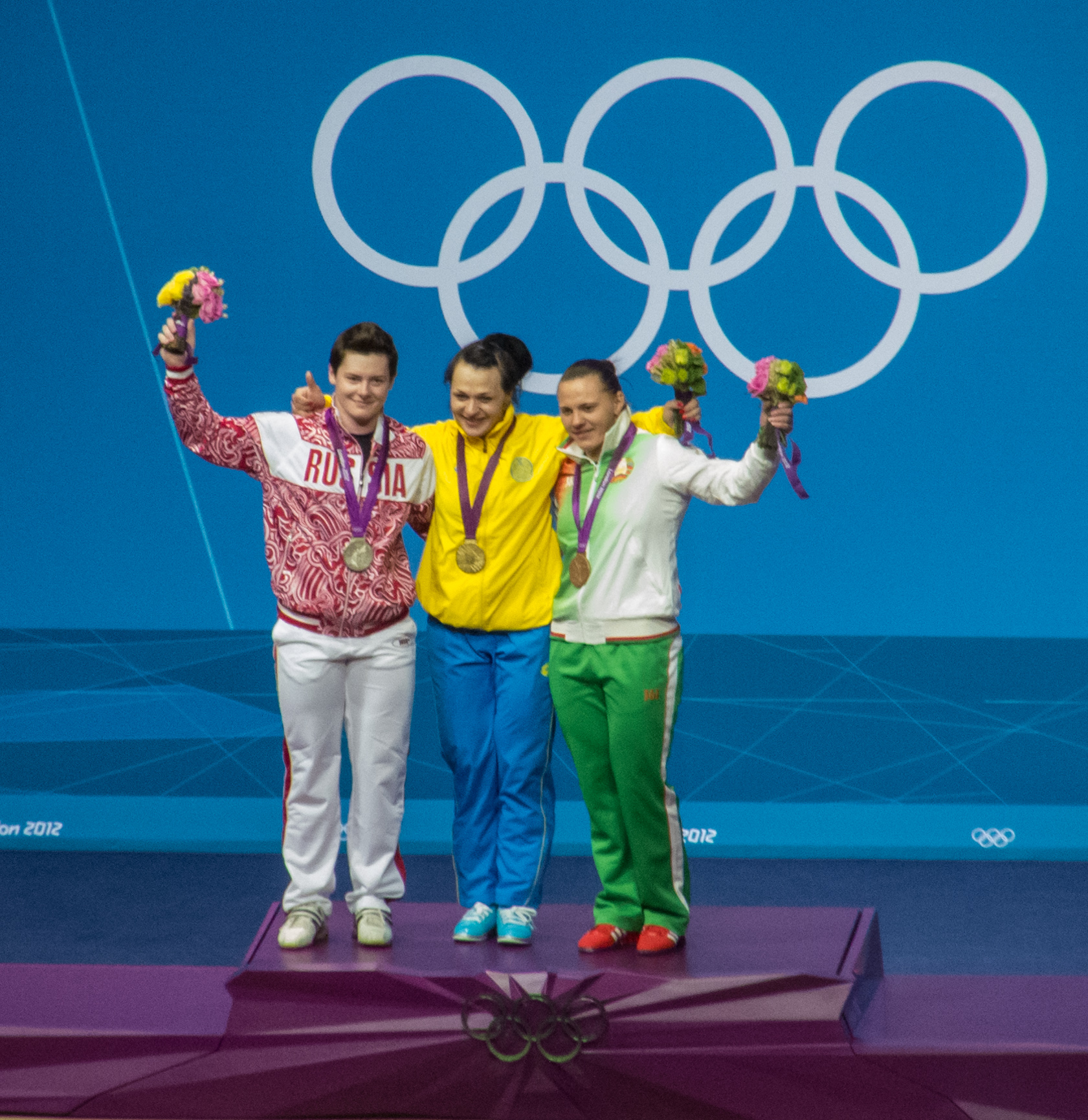
As então medalhistas Zabolotnaia (prata), Podobedova (ouro) e Kulesha (bronze). Todas foram posteriormente desclassificadas por doping.

A competição da categoria até 75 kg feminino do halterofilismo nos Jogos Olímpicos de Verão de 2012 foi realizada no dia 3 de agosto no ExCeL, em Londres.
Originalmente a cazaque Svetlana Podobedova conquistou a medalha de ouro, mas foi desclassificada em 27 de outubro de 2016 após a reanálise do seu teste antidoping acusar o uso da substância estanozolol. No dia 21 de novembro do mesmo, ano as medalhistas de prata e bronze foram igualmente punidas. Natalia Zabolotnaia, da Rússia, foi desclassificada por uso de turinabol e Iryna Kulesha, da Bielorrússia, também por uso de turinabol com adição de estanozolol. As medalhas foram realocadas pela Federação Internacional de Halterofilismo.

## Calendário
Horário local (UTC+1)
| Dia         | Horário | Fase    |
| ----------- | ------- | ------- |
| 3 de agosto | 12:30   | Grupo B |
| 3 de agosto | 15:30   | Grupo A |

## Recordes
Antes desta competição, os recordes mundiais e olímpicos da prova eram os seguintes:
| Recorde mundial  | Arranque  | RUS Natalia Zabolotnaia  | 135 kg | Belgorod, Rússia | 17 de dezembro de 2011 |
| Recorde mundial  | Arremesso | RUS Nadejda Ievstiukhina | 163 kg | Paris, França    | 10 de novembro de 2011 |
| Recorde mundial  | Total     | RUS Natalia Zabolotnaia  | 296 kg | Belgorod, Rússia | 17 de dezembro de 2011 |
| Recorde olímpico | Arranque  | CHN Cao Lei              | 128 kg | Pequim, China    | 15 de agosto de 2008   |
| Recorde olímpico | Arremesso | CHN Cao Lei              | 154 kg | Pequim, China    | 15 de agosto de 2008   |
| Recorde olímpico | Total     | CHN Cao Lei              | 282 kg | Pequim, China    | 15 de agosto de 2008   |

Depois da competição, três recordes foram quebrados:
| Recorde olímpico | Arranque  | RUS Natalia Zabolotnaia | 131 kg | Londres, Grã-Bretanha | 3 de agosto de 2012 |
| Recorde olímpico | Arremesso | KAZ Svetlana Podobedova | 161 kg | Londres, Grã-Bretanha | 3 de agosto de 2012 |
| Recorde olímpico | Total     | RUS Natalia Zabolotnaia | 291 kg | Londres, Grã-Bretanha | 3 de agosto de 2012 |

Com a desclassificação de Podobedova, o recorde no arremesso foi anulado, assim como os recordes de Zabolotnaia no arranque e no total.

## Medalhistas
| Ouro   | ESP Lidia Valentín    |
| Prata  | EGY Abeer Abdelrahman |
| Bronze | CMR Madias Nzesso     |

## Resultados
Nessa edição, participaram 13 atletas.
| Pos.              | Nome                      | Grupo | Peso  | Arranque (kg) | Arranque (kg) | Arranque (kg) | Arranque (kg) | Arremesso (kg) | Arremesso (kg) | Arremesso (kg) | Arremesso (kg) | Total (kg) |
| Pos.              | Nome                      | Grupo | Peso  | 1             | 2             | 3             | Res.          | 1              | 2              | 3              | Res.           | Total (kg) |
| ----------------- | ------------------------- | ----- | ----- | ------------- | ------------- | ------------- | ------------- | -------------- | -------------- | -------------- | -------------- | ---------- |
| Medalha de ouro   | ESP Lidia Valentín        | A     | 74.39 | 115           | 115           | 120           | 120           | 140            | 145            | 148            | 145            | 265        |
| Medalha de prata  | EGY Abeer Abdelrahman     | A     | 74.60 | 112           | 116           | 118           | 118           | 140            | 148            | 151            | 140            | 258        |
| Medalha de bronze | CMR Madias Nzesso         | B     | 74.55 | 105           | 110           | 115           | 115           | 131            | 136            | 140            | 131            | 246        |
| 4                 | POL Ewa Mizdal            | A     | 70.58 | 100           | 102           | 104           | 104           | 127            | 132            | 133            | 127            | 231        |
| 5                 | BRA Jaqueline Ferreira    | B     | 74.12 | 95            | 100           | 102           | 102           | 121            | 126            | 128            | 128            | 230        |
| 6                 | CHI María Fernanda Valdés | B     | 74.70 | 96            | 100           | 100           | 96            | 120            | 127            | 131            | 127            | 223        |
| 7                 | KOR Lim Ji-hye            | B     | 74.81 | 97            | 102           | 103           | 97            | 125            | 126            | 132            | 126            | 223        |
| 8                 | SYR Thuraia Sobh          | B     | 73.36 | 80            | 86            | 91            | 86            | 105            | 113            | 115            | 115            | 201        |
| 9                 | UAE Khadija Mohammed      | B     | 74.72 | 47            | 51            | 53            | 51            | 53             | 58             | 62             | 62             | 113        |
| —                 | RUS Nadejda Ievstiukhina  | A     | 74.23 | 125           | 125           | 125           | —             | —              | —              | —              | —              | —          |
| —                 | RUS Natalia Zabolotnaia   | A     | 74.80 | 125           | 128           | 131           | 131 OR        | 147            | 155            | 160            | 160            | 291 OR DSQ |
| —                 | BLR Iryna Kulesha         | A     | 74.95 | 116           | 121           | 125           | 121           | 140            | 145            | 148            | 148            | 269 DSQ    |
| —                 | KAZ Svetlana Podobedova   | A     | 74.58 | 126           | 126           | 130           | 130           | 150            | 156            | 161            | 161 OR         | 291 DSQ    |

Legenda
| Recorde mundial      | Recorde mundial (World record)               |                       | Recorde africano                      | Recorde africano (African) |                                           | Q | Classificado por posição (Qualified) |
| Recorde olímpico     | Recorde olímpico (Olympic record)            | Recorde da América    | Recorde da América (Americas)         | q                          | Classificado por melhor tempo (Qualified) |   |                                      |
| Melhor marca do ano  | Melhor marca do ano (World leading)          | Recorde asiático      | Recorde asiático (Asian)              | DNS                        | Não largou (Did not start)                |   |                                      |
| Recorde nacional     | Recorde nacional (National record)           | Recorde europeu       | Recorde europeu (European)            | DNF                        | Não terminou (Did not finish)             |   |                                      |
| Recorde pessoal      | Recorde pessoal do atleta (Personal best)    | Recorde da Oceania    | Recorde da Oceania (Oceania)          | DSQ / DQ                   | Desclassificado (Disqualified)            |   |                                      |
| Recorde da temporada | Recorde da temporada do atleta (Season best) | Recorde sul-americano | Recorde sul-americano (South America) | NM                         | Sem marca (No mark)                       |   |                                      |